# 솔브레인홀딩스
솔브레인홀딩스(Soulbrain Holdings Co. Ltd.)은 대한민국의 기업이다. 솔브레인이 투자회사인 솔브레인홀딩스와 사업회사인 솔브레인으로 인적분할한 후 지주사로 전환되어 생겼다.

## 같이 보기
- 솔브레인
- 지주회사
- 테크노세미켐
- 디엔에프
- 솔브레인저축은행
- 티에스씨옵토스
- TSC 멤시스
- 엘티케이
- 킹스데일
- 나우IB캐피탈

## 참고문헌
1. ↑  김선우, 메리츠증권 분석보고서 - 솔브레인홀딩스, 2020년 8월 5일